# Eternal Prisoner
Eternal Prisoner es el tercer álbum de estudio de la agrupación alemana de heavy metal Axel Rudi Pell, publicado en 1992 por Steamhammer Records. El cantante de origen puertorriqueño Jeff Scott Soto se encargó de las voces en el disco, en reemplazo del músico estadounidense Rob Rock.

## Lista de canciones
1. "Streets of Fire"
2. "Long Time"
3. "Eternal Prisoner"
4. "Your Life (Not Close Enough To Paradise)"
5. "Wheels Rolling On"
6. "Sweet Lil' Suzie"
7. "Dreams Of Passion"
8. "Shoot Her To The Moon"
9. " Ride The Bullet"

## Créditos
- Axel Rudi Pell – guitarra
- Jeff Scott Soto – voz
- Kai Raglewski – teclados
- Volker Krawczak – bajo
- Jörg Michael – batería